# Nicolas Charbonnier
Nicolas Charbonnier (ur. 4 sierpnia 1981 w Roubaix) – francuski żeglarz sportowy, brązowy medalista olimpijski, wicemistrz świata.
Brązowy medalista igrzysk olimpijskich w 2008 roku w klasie 470 (razem z Olivierem Baussetem). 
Wicemistrz świata w 2010 roku.